# Elexenbach (Zwettl)
Der Elexenbach ist ein linker Zufluss zur Zwettl bei Groß Gerungs in Niederösterreich.
Der Elexenbach entspringt zwischen Watzmanns und Wachtberg im Bezirk Gmünd und fließt nach Süden ab, wo der Münzbach als sein rechter Zubringer einfließt. Er wendet sich sodann nach Osten und nimmt zunächst rechtsseitig den Schmerbach auf, der das (bisherige) Einzugsgebiet des Elexenbachs übertrifft, und danach den Aigenbach als seinen linken Zufluss. Der Elexenbach mündet schließlich bei Sankt Jakob in die Zwettl, wobei sein Einzugsgebiet 24,8 km² in teilweise offener Landschaft umfasst.